# Kaloplocamus acutus
Kaloplocamus acutus is een slakkensoort uit de familie van de Polyceridae. De wetenschappelijke naam van de soort is voor het eerst geldig gepubliceerd in 1949 door Baba.